# Paul Rudish
Paul Rudish é um animador estadunidense  que ajudou a criar o Laboratório de Dexter (Dexter's Laboratory), As Meninas Super Poderosas (The PowerPuff Girls), Samurai Jack e Guerra nas Estrelas: As Guerras Clônicas (Star Wars: Clone Wars). Ele trabalhou na Hanna-Barbera e depois no Cartoon Network Studios com Genndy Tartakovsky.
É interessante notar que ele ainda desenhou essas séries com a técnica do ˜papel e lápis", sendo responsável pela maior parte da produção física.
Paul foi um co-diretor de arte da série animada Guerra nas Estrelas: As Guerras Clônicas (Star Wars: Clone Wars). Ele também ajudou a escrever os episódios. Estudou animação de personagens na California Institute of Arts (CalArts). Seu pai, Rich Rudish, foi diretor de arte em 1985 para o filme Rainbow Brite and the Star Stealer. Paul também marcou sua participação como co-criador da série de TV animada Syn-Bionic Titan e Samurai Jack com Tartakovsky, escrito por Bryan Andrews.